# Nano-ITX
Nano-ITX — форм-фактор материнской платы компьютера, впервые предложенный компанией VIA Technologies на выставке CeBIT в марте 2003 года и реализованный в конце 2005 года. Размер Nano-ITX плат составляет 120 × 120 мм (4,7 × 4,7 дюймов), они полностью интегрированы, имеют очень низкое энергопотребление и ориентированы на мультимедийные устройства (телевизионные приставки, медиацентры, автомобильные компьютеры, тонкие клиенты и неттопы).
Есть 4 варианта Nano-ITX материнских плат, а именно: EPIA N, EPIA NL, EPIA NX и VIA EPIA NR. Эти платы доступны от различных производителей, которые поддерживают множество различных платформ процессоров.